# قطعنامه ۳۲۲ شورای امنیت
قطعنامه ۳۲۲ شورای امنیت سازمان ملل متحد که در تاریخ ۲۲ نوامبر ۱۹۷۲ تصویب شد، سندی بین‌المللی دربارهٔ مسئلهٔ در رابطه با وضعیت در سرزمین‌های تحت حکومت پرتغال است. این قطعنامه طی نشست ۱٬۶۷۷ام
با ۱۵ موافق،۰ مخالف و۰ ممتنع تصویب شد.